# Kathrin Hölzl
Kathrin Hölzl (Berchtesgaden, 18 luglio 1984) è un'ex sciatrice alpina tedesca specialista dello slalom gigante, vincitrice del titolo iridato a Val-d'Isère 2009 e di una Coppa del Mondo di specialità.

## Biografia

### Stagioni 2000-2008
Originaria di Berchtesgaden e attiva in gare FIS dal dicembre del 1999, la Hölzl esordì in Coppa Europa il 
16 gennaio 2001 a Davos in slalom gigante, senza completare la prova, e in Coppa del Mondo il 15 dicembre dello stesso anno nel supergigante di Val-d'Isère, classificandosi 41ª.
In Coppa Europa ottenne il primo podio il 29 novembre 2002 a Ål in slalom gigante (3ª); nella stessa specialità conquistò anche le sue due vittorie nel circuito, il 14 dicembre 2005 ad Alleghe e l'11 febbraio 2006 a Roccaraso, mentre l'ultimo podio nel circuito continentale fu il 2º posto colto nello slalom speciale di Bischofswiesen del 3 febbraio 2007. Sempre nel 2007 esordì ai Campionati mondiali nella rassegna iridata di Åre, piazzandosi 6ª in slalom gigante, e conquistò il primo podio in Coppa del Mondo, il 18 marzo nello slalom gigante di Lenzerheide classificandosi al 2º posto.

### Stagioni 2009-2012
Il 12 febbraio 2009 divenne campionessa del mondo nello slalom gigante ai Mondiali di Val-d'Isère, vincendo davanti a Tina Maze e Tanja Poutiainen; si classificò inoltre 18ª nello slalom speciale. Il primo successo in Coppa del Mondo giunse il 28 novembre successivo, all'inizio della stagione 2009-2010, nello slalom gigante disputato sulle nevi di Aspen; quell'anno conquistò anche la sua seconda e ultima vittoria nel circuito, il 28 dicembre a Lienz nella medesima specialità, e alla fine dell'annata riuscì ad aggiudicarsi la Coppa del Mondo di slalom gigante, con quattro podi complessivi e 77 punti di vantaggio sulla seconda classificata, l'austriaca Kathrin Zettel. Ai XXI Giochi olimpici invernali di Vancouver 2010, sua unica presenza olimpica, si piazzò 6ª nello slalom gigante.
Il 28 dicembre 2010 colse a Semmering il suo ultimo podio in Coppa del Mondo, arrivando 3ª in slalom gigante; nella stessa stagione disputò anche i suoi ultimi Mondiali, Garmisch-Partenkirchen 2011, senza completare la prova di slalom gigante. Fu uno slalom gigante anche l'ultima gara della carriera della sciatrice bavarese, quello valido per la Coppa del Mondo disputato a Lienz il 28 dicembre 2011 e che non completò; dopo di allora non riuscì più a tornare alle competizioni e nell'ottobre 2013, alla vigilia della stagione 2013-2014, annunciò il definitivo ritiro a causa del perdurare di problemi fisici.

## Palmarès

### Mondiali
- 1 medaglia:
  - 1 oro (slalom gigante a Val-d'Isère 2009)

### Coppa del Mondo
- Miglior piazzamento in classifica generale: 8ª nel 2010
- Vincitrice della Coppa del Mondo di slalom gigante nel 2010
- 9 podi (tutti in slalom gigante):
  - 2 vittorie
  - 3 secondi posti
  - 4 terzi posti

#### Coppa del Mondo - vittorie
| Data             | Località | Paese       | Specialità |
| ---------------- | -------- | ----------- | ---------- |
| 28 novembre 2009 | Aspen    | Stati Uniti | GS         |
| 28 dicembre 2009 | Lienz    | Austria     | GS         |

Legenda:

GS = slalom gigante

### Coppa Europa
- Miglior piazzamento in classifica generale: 6ª nel 2006
- 10 podi (6 in slalom gigante, 4 in slalom speciale):
  - 2 vittorie
  - 3 secondi posti
  - 5 terzi posti

#### Coppa Europa - vittorie
| Data             | Località  | Paese  | Specialità |
| ---------------- | --------- | ------ | ---------- |
| 14 dicembre 2005 | Alleghe   | Italia | GS         |
| 11 febbraio 2006 | Roccaraso | Italia | GS         |

Legenda:

GS = slalom gigante

#### Coppa Europa - gare a squadre
- 1 podio:
  - 1 vittoria

### Campionati tedeschi
- 6 medaglie[2]:
  - 1 oro (slalom gigante nel 2009)
  - 2 argenti (supergigante nel 2001; slalom gigante nel 2006)
  - 3 bronzi (slalom gigante nel 2002; slalom gigante nel 2005; slalom speciale nel 2009)